# Eremiaphila spinulosa
Eremiaphila spinulosa är en bönsyrseart som beskrevs av Krauss 1893. Eremiaphila spinulosa ingår i släktet Eremiaphila och familjen Eremiaphilidae. Inga underarter finns listade i Catalogue of Life.